# Hesperomeles incerta
Hesperomeles incerta là loài thực vật có hoa trong họ Hoa hồng. Loài này được (Pittier) Maguire mô tả khoa học đầu tiên năm 1952.